# Ostrazine
Ostrazine (též Ostracine) bylo římské přímořské město, ležící na severu Egypta, které bylo podle legendy postaveno bohem Jupiterem za války bohů s Giganty jako znamení vítězství nad Giganty země.

## Legenda
Podle legendy musel Merkur sesbírat kosti Gigantů a potopit je v moři a Jupiter na ně poté nechal měsíc pršet písek, popel a kameny. Tak vznikla země, kterou Ceres učinila plodnou a v jejím středu, nepříliš daleko od moře, postavila hrad a město na znamení velkého vítězství.
Na to Jupiter řekl, že sám zavolá ze země národ, který má po všechny časy obývat tuto zemi a město.